# Shqiponja Brahja
Shqiponja Brahja (* 28. Juli 1973) ist eine albanische Gewichtheberin.
Sie nahm erstmals 2010 als 37-Jährige an den Weltmeisterschaften in Antalya teil und erreichte in der Klasse bis 48 kg den elften Platz. 2011 startete sie bei den Weltmeisterschaften in Paris. Wegen eines Dopingverstoßes wurde sie allerdings vom Weltverband IWF disqualifiziert und für zwei Jahre gesperrt. Nach ihrer Sperre wurde sie bei den Weltmeisterschaften 2014 in Almaty Achte.